# Hegewisch
Hegewisch est l'un des 77 secteurs communautaires de la ville de Chicago aux États-Unis. Il est situé dans le Far Southeast side de la ville. Il est encadré par les quartiers de Riverdale et de South Deering à l'ouest, celui de East Side au nord, le village de Burnham au sud et la ville de Hammond dans l'Indiana à l'est. Le quartier fait partie du 10e ward de la ville de Chicago. Depuis avril 2005, le conseiller municipal John Pope le représente.